# Bishopiana
Bishopiana is een geslacht van spinnen uit de familie hangmatspinnen (Linyphiidae).

## Soorten
De volgende soorten zijn bij het geslacht ingedeeld:
- Bishopiana glumacea (Gao, Fei & Zhu, 1992)
- Bishopiana hypoarctica Eskov, 1988